# Balneário Barra do Sul
Balneário Barra do Sul este un oraș în Santa Catarina (SC), Brazilia.